# Kurjak Gusić
Kurjak Gusić (lat. Curiacus) († iza 1307.), hrvatski velikaš, krbavski knez i rodonačelnik obitelji Kurjakovića Krbavskih iz plemenitog roda Gusića.
Isprva je bio običan plemić iz roda Gusića. Prvi put se spominje u izvorima 1298. godine kao krbavski knez (comes Curiacus), a posljednji put 1307. godine. Bio je u rodbinskim odnosima s knezom Pavlom I. Bribirskim (vjerojatno je bio oženjen Pavlovom kćeri), što mu je omogućilo društveni uspon. Imao je trojicu sinova Budislava, Pavla I. i Grgura, koji su utemeljili tri loze obitelji Kurjaković. Početkom 14. stoljeća obnašali su različite dužnosti za banove Pavla i Mladena II. Bribirskoga. Osim trojice sinova, imao je i dvije kćeri, Vladislavu, udanu za kneza Nelipca II. i Jelenu, udanu za kneza Vukoslava Hrvatinića.

## Vanjske poveznice
- Kurjakovići Hrvatski biografski leksikon
- Kurjakovići Hrvatska enciklopedija
- Kurjakovići Proleksis enciklopedija